# Sinagoga de Trieste
La sinagoga de Trieste es un templo judío ubicado en Piazza Virgilio Giotti, en Trieste, Italia.

## Historia
Antes de la construcción de este edificio, los judíos de Trieste celebraban su culto en cuatro pequeñas sinagogas ubicadas en el gueto judío, en la zona de Riborgo. Habiendo obtenido la «emancipación», y con un papel cada vez más importante en el contexto de la ciudad en virtud de la importante presencia judía en Trieste, la comunidad decidió erigir un templo de grandes dimensiones.
En 1903, se lanzó un concurso internacional para contratar al arquitecto que diseñe el nuevo edificio. La elección resultó desafortunada: a pesar de la participación de decenas de competidores, ninguno de los proyectos se consideró a la altura. Más tarde se decidió encomendar la tarea de diseño a uno de los estudios de arquitectura más grandes y famosos de la época, el de 
Ruggero Berlam y su hijo Arduino, de Trieste. El 21 de junio de 1912, después de cuatro años de obras, finalmente se inauguró la nueva Sinagoga. Apreciada como una de las sinagogas más grandiosas de Europa, sólo después de la Gran Sinagoga de Budapest. En 1918, tras la anexión de Trieste a Italia fue, junto a las sinagogas de Roma, Génova y Livorno, una de las cuatro sinagogas monumentales en Italia.
La aplicación de las leyes raciales fascistas en Italia en 1938 obligó al cierre de la Sinagoga. Posteriormente, durante la Segunda Guerra Mundial y con la ocupación alemana de Trieste, el Templo quedó reducido a un depósito de libros y obras de arte robados por los nazis. En esa ocasión, los muebles y las platas para los rituales no fueron manipulados ni robados por estar escondidos dentro del mismo edificio, en un sector no demarcado en el plano.

## Estructura
El templo parece un edificio monumental revestido de hormigón, caracterizado por influencias estilísticas orientales. En el exterior, el templo se distribuye en tres elevaciones con vistas a via Donizetti, via San Francesco y via Zanetti respectivamente, de diferente tamaño, pero todas con un rosetón central donde es diseñada la Estrella de David.
Hay dos entradas: la principal da a Via Donizetti, y se usa solo durante las fiestas más importantes, mientras que la secundaria, ubicada en Via San Francesco, es utilizada habitualmente.
La elevación del templo se divide en una gran sala central rectangular, que se desarrolla en tres naves, coronada por una bóveda con mosaico dorado. La habitación da a un gran arón ha-kódesh con puertas de bronce dorado, el que está acompañado de dos menorot de bronce que descansan sobre un parapeto de mármol que representan los símbolos de la comunidad judía de Trieste: la gavilla de heno.
El matroneo está ubicado en tres lados del edificio. Cerca de la galería de mujeres frente a la entrada, se accede a un órgano que lleva el símbolo de la Estrella de David. Debido a la reducción del número de la comunidad, la galería de mujeres ya no está en uso.
El piso del salón central está diseñado con un mosaico blanco y negro.
El techo se caracteriza por una gran cúpula adornada con candelabros, escrituras sagradas y diversas decoraciones. Separado del salón central por columnas de mármol que sostienen los arcos, se encuentra la zona más rica en decoración, el atrio; en particular, el suelo muestra motivos circulares que contienen la Estrella de David y además los colores son más numerosos y brillantes.

## Estilo arquitectónico
Diferentes estilos arquitectónicos se han mezclado con éxito en este edificio, cuya esencia está representada por cuatro poderosos pilares de mármol que sostienen una imponente cúpula central.
El estilo se ha descrito de la siguiente manera:

«Como fue dicho, el estilo exterior era romano tardío de un tipo encontrado en la Siria del siglo IV, y los arquitectos lo eligieron porque los acercaba tanto cuanto fuera posible a la antigua arquitectura judía. Los judíos en Tierra Santa y en todo el Imperio Romano habían utilizado formas romanas. Siria estaba lo suficientemente cerca de Tierra Santa como para incorporar elementos de diseño utilizados por los judíos. Una sinagoga en este estilo podría sugerir la amplia distribución geográfica de los judíos, tanto en el Imperio Romano como en los tiempos modernos. Esto podría sugerir la proximidad de los judíos con otros dentro de los imperios romanos antiguo y moderno (es decir, los Habsburgo). Podría sugerir el origen de los judíos en el Medio Oriente sin hacerlos parecer cercanos de los cristianos bizantinos o a los musulmanes.»